# Supermodelo 2008
Supermodelo 2008 es un reality show emitido en España, por la cadena de televisión Cuatro. En su tercera edición incorporó novedades como la etapa de casting y la participación en el reality tanto de hombres como mujeres. Tras la emisión de los cástines, el 19 de mayo empezó el concurso en el centro de formación, presentado por Eloísa González. Tras los malos resultados de audiencia, el 20 de junio se terminó el concurso.

## El formato en detalle

### Diario de a bordo
La realización de los cástines finales fueron a bordo de un crucero por el Mediterráneo. Durante tres semanas los concursantes tuvieron que demostrar si realmente valían para ser supermodelos, y así poder entrar en el centro de formación. Expulsando a cuatro personas por semana, y dando la posibilidad a cuatro concursantes, al inicio de cada nuevo crucero, para hacerse un hueco para entrar en la academia.

### Tabla de estadísticas del casting
| Orden | Concursantes Originales | Cástines 01 | Cástines 02 | Cástines 03 |
| ----- | ----------------------- | ----------- | ----------- | ----------- |
| 1     | Aaron                   | Aaron       | Abdel       | Eva4        |
| 2     | Andrés                  | Andrés      | JavierG     | Luis5       |
| 3     | Andrés*                 | Belén       | MªAmparo    | MªCarmen    |
| 4     | Belén                   | Catalina    | Yara        | Catalina    |
| 5     | Catalina                | Dàcil       | Aarón       | RaquelM     |
| 6     | Dácil                   | Eva         | Andrés      | Javier V    |
| 7     | Eva                     | Isabel      | Belén       | Yara        |
| 8     | Fran                    | Iván        | Catalina    | Mª Amparo   |
| 9     | Isabel                  | JavierV     | Eva         | Belén       |
| 10    | Iván                    | Luis        | Isabel      | ArturoL     |
| 11    | Javier V                | MªCarmen    | Iván        | Abdel       |
| 12    | José                    | JavierV     | Iván        | Isabel      |
| 13    | Luis                    | Oliver      | Luis        | Iván        |
| 14    | Mª Carmen               | RaquelM     | MªCarmen    | Andrés      |
| 15    | Melissa                 | Roberto     | RaquelM     | Oliver      |
| 16    | Myriam                  | Melissa     | Roberto     | Aarón       |
| 17    | Oliver                  | Fran        | Dácil       | Tamara      |
| 18    | Pau                     | Pau         | Myriam      | JoseManuel6 |
| 19    | Raquel F.               | José2       | Oliver3     | JavierG     |
| 20    | Raquel M.               | RaquelF.    |             | ArturoG     |
| 21    | Roberto                 | Andrés*1    |             |             |

     Concursante no seleccionado.
     El/la concursante abandonó.
     El/La concursante entró en la escuela de modelos.
     El/La concursante entra como nuevo esa semana
1. Andrés* no llegó a subir al barco, pues decidió intentar ser modelo por otros medios.
2. José abandonó el barco porque no soportaba la presión de las actividades.
3. Oliver, concursante, abandonó el barco por sufrir una lesión al cerrar la puerta de su camarote.
4. Eva fue la elegida para ser la primera concursante en entrar en la escuela y, por tanto, superar el casting de Supermodelo 2008.
5. Luis fue el primer chico elegido para entrar en el centro de formación.
6. El concursante llegó y se marchó la misma semana

## Los concursantes

### Tabla de estadísticas
| Orden | Concursantes Originales | Semana1 | Semana2 | Semana3 | Semana4 | Semana5 |  |
| ----- | ----------------------- | ------- | ------- | ------- | ------- | ------- |  |
| 1     | Eva                     |         |         |         |         | Gan     |  |
| 1     | Oliver                  |         |         |         |         | Gan     |  |
| 2     | Mª Amparo               |         |         |         |         | 2ª F.3  |  |
| 2     | Javier                  |         |         |         |         | 2º F.   |  |
| 3     | Aaron                   |         |         |         |         | 3º F.   |  |
| 3     | Belén                   |         |         |         |         | 3ª F.   |  |
| 4     | Mamen                   |         | 2       |         |         | 4ª F.   |  |
| 4     | Ivan                    |         |         |         |         | 4º F.   |  |
| 5     | Yara                    |         |         |         |         | 5ª F.   |  |
| 5     | Arturo                  |         |         |         |         | 5º F.   |  |
| 6     | Andrés                  |         |         |         |         | 6º F.   |  |
| 6     | Catalina                |         |         |         |         | 6ª F.   |  |
| 7     | Benito                  |         |         | V       |         |         |  |
| 7     | Marcela                 |         |         | V       |         |         |  |
| 8     | Raquel                  |         |         |         |         |         |  |
| 8     | Luis                    |         |         |         |         |         |  |
| 9     | Mario                   | 1       |         |         |         |         |  |
| 9     | Nora                    | 1       |         |         |         |         |  |
| 10    | Abdel                   |         |         |         |         |         |  |
| 10    | Isabel                  |         |         |         |         |         |  |

     El/la concursante fue eliminado por el público vía televoto.
     El/la mejor modelo de la semana.
     El/la concursante fue inmune esa semana.
     El/la concursante era uno de los 6 nominados.
     El/la Concursante entró como nuevo esa semana
     El/la concursante es finalista.
     El/la concursante ganó.

V = Viernes
1. El/la concursante entró esa semana y fue nominado/a.
2. La concursante fue inmune y la mejor modelo de la semana.
3. La concursante también fue la mejor modelo de la semana.

## Premios

### Supermodelo de la semana
Ese año, cada semana, los jueves, un/a concursante ganaría 1000 euros para irse de compras esa misma tarde al acabar el programa. Estos son los ganadores:
| Semana | Concursante      |
| ------ | ---------------- |
| 1ª     | Javier Vázquez   |
| 2ª     | Mamen Solís      |
| 3ª     | Catalina Aguilar |
| 4ª     | Arturo Gálvez    |
| 5ª     | Amparo Gracia    |

### Premios Especiales
Cada semana uno o más concursantes recibían un premio, como un desfile o una sesión de fotos. Estos son los ganadores, con sus premios:
| Semana | Premio                                         | Concursante/s                                      |
| ------ | ---------------------------------------------- | -------------------------------------------------- |
| 1ª     | Desfile Rosa Clarà                             | Javier Vázquez y Yara Cobo                         |
| 2ª     | ---                                            | ---                                                |
| 3ª     | Desfile en Mallorca                            | Belén Alarcón                                      |
| 3ª     | Sesión de fotos en el estadio Vicente Calderón | Iván, Eva, Arturo, Raquel, Catalina, Belén y Mamen |
| 3ª     | Sesión de fotos "Fórmula Joven"                | Mamen y Andrés                                     |
| 4ª     | ---                                            | ---                                                |
| 5ª     | ---                                            | ---                                                |

### Premios para los finalistas
Eva y Oliver fueron los ganadores. 
- Eva representaría a España en el certamen de Elite Model Look 2008
- Oliver viviría durante un año en Milán, formándose como modelo, en las mejores pasarelas.

Pero Amparo, Javier, Belén y Aarón también llegaron hasta el último día y como finalistas recibieron estos premios:
| Premio                           | Concursante/s                  |
| -------------------------------- | ------------------------------ |
| Desfile Luis Mercader en Cibeles | Aarón Martínez y Belén Alarcón |
| Desfile Custo Barcelona          | Amparo Gracia y Javier Vázquez |

## Los profesores
Marie-Ange Schmitt-Lebreton, directora del centro
Marie-Ange es una francesa enamorada de Barcelona, lugar en el que decidió establecerse hace años. Su papel será fundamental en Supermodelo 2008, puesto que ocupará el cargo de Directora del Centro de Formación. Su experiencia como modelo queda justificada con quince años de profesión, a los que se deben añadir otros tantos como profesora de pasarela y coreógrafa habitual de los principales salones de moda (Intimoda, Gaudí Novias, Pasarela BCN o Gaudí Fashion Week entre otras citas). Destacadas marcas implicadas con el sector de la moda, la belleza y las nuevas tendencias han confiado en ella para poner en marcha varios montajes especiales, como es el caso del concurso Pelo Pantene, las numerosas campañas de El Corte Inglés, la presentación de las joyas Montblanc y todas las citas nacionales de los Premios de la Moda Smirnoff. Además, Marie-Ange se convirtió en la anfitriona del diseñador Josep Font en la presentación de sus últimas colecciones en París, que tuvieron como marco de exhibición el Moulin Rouge y el Museo Louvre. Su carrera profesional incluye una parte docente en una larga lista de escuelas de diseño y de moda, como el Instituto Superior de Diseño y Escuela de la Imagen-IDEP, el Instituto Feli, la Escuela Superior de Diseño ESDI o el Instituto de Ciencias del Mar de Barcelona.
Fiona Ferrer Leoni, coordinadora de moda
Con una amplia trayectoria en el mundo de la moda y el arte, Fiona Ferrer Leoni es Directora de Elite Model Look España y Concep2all Comunicaciones y socio de ZeppelinTV para Supermodelo. Ferrer ha sido miembro del jurado de casting del programa en sus dos anteriores ediciones y asesora y coordinadora de moda de Supermodelo 2008.
Emmanuel Rouzic, fotógrafo
Emmanuel Rouzic sigue siendo una apuesta fundamental en Supermodelo. Desde hace nueve años, este fotógrafo francés trabaja con marcas tan prestigiosas como Breil, Afflelou, Jean Louis David, El Corte Inglés o Lancia. Nacido en la localidad francesa de Lille, los trabajos de Rouzic se caracterizan por su versatilidad, exigencia y profesionalidad. Desde 2006, Rouzic es el fotógrafo oficial de Supermodelo. En su opinión, el nuevo formato de Supermodelo 2008 es mucho más completo no solo por la integración de candidatos masculinos sino también por la amplitud de actividades y nueva incorporación de profesionales. Su consejo para los participantes es “no desperdiciar esta oportunidad única de convertirse en auténticos supermodelos internacionales”.
Andrés Amorós, Profesor de fotografía y fotógrafo
Comienza a trabajar en el mundo de la fotografía profesional con 16 años. Inaugura su primera exposición fotográfica con 18 años. Se financia el equipo fotográfico y el laboratorio de blanco y negro, con el que revelaba en su casa hasta altas horas de la mañana, realizando ‘books’ para modelos. Es una larga trayectoria de más de 20 años en los que la fotografía, ha representado un canal de expresión personal y de investigación. Una forma de conocer el mundo, además de una profesión. Un apasionante viaje por la luz.
Licenciado en Ciencias Matemáticas por la Universidad Complutense de Madrid, especialidad computación, continuó su formación en doctorado en Inteligencia Artificial en U.S.A. (University of Omaha at Nebraska) y Lógicas Matemáticas Temporales (U.C.M). Ha realizado estudios de fotografía en el Centro de Estudios del Video y la Imagen (CEV) Madrid, Escuela de Fotografía Creativa de Eduardo Momeñe, Círculo de Bellas Artes de Madrid, entre otras. 
Es Fundador y Director de la ONG Fundación Fotógrafos Mundi, donde además de las tareas propias de gestión de la Fundación colabora como fotógrafo y comisario de exposiciones. 
Compagina los trabajos artísticos con trabajos comerciales para empresas y organizaciones culturales como: KNAUF, Editorial Alfaguara, Revista Fotografías, Punto de Lectura, Editorial Xerais, Suma de Letras, Ediciones B, Compañía Nacional de Danza,  Compañía de María Pagés, Compañía de Mijaíl Barýshnikov, Compañía de Patricia Passo, Compañía de Cristiane Hazme, Museo del Prado ...
Su trabajo ha sido expuesto en numerosas ocasiones en España.

José Fernández-Pacheco (Josie), profesor de estilismo
Josie será el encargado de impartir las clases de Estilismo en Supermodelo 2008. Este castellano-manchego, Licenciado en Periodismo y en Humanidades, se ha especializado en la comunicación de moda y estilismo en todas sus variantes. Josie ha vivido muchas de las citas del mundo de la moda más importantes de los últimos años de la mano de 'Vanidad', una de las revistas de tendencias más influyentes, donde es editor y responsable de los estilismos de las producciones fotográficas. Convocatorias como la Pasarela EGO de Cibeles, Gaudí Fashion Week, la Pasarela de Jóvenes Diseñadores de Mallorca, donde participó como jurado, la Pasarela Abierta de Murcia o la Pasarela de París, donde trabajó como corresponsal de la revista, son algunas de las citas que han enriquecido su carrera, y que le han convertido en uno de los coolhunter, o cazadores de tendencia, con más proyección. Su currículum incluye también sesiones fotográficas para 'Vogue', así como para la publicación 'View of the time', donde también gestiona los contenidos de cada número. El nuevo profesor de estilismo de la tercera edición de Supermodelo ha formado parte del equipo de vestuario de largometrajes como 'Azul oscuro casi negro', de Daniel Sánchez Arévalo, premiada con tres premios Goya, y de algunos cortometrajes como 'Amiguísimas', de José Carlos Ruíz.

## Audiencias
Datos de audiencia del programa en el centro de formación, no los castings
MAYO
Lunes 19: 744.000 y 6,3% (Máximo porcentaje de audiencia)
Martes 20: 567.000 y 5%
Miércoles 21: 557.000 y 4,8%
Jueves 22: 569.000 y 5,1%
Viernes 23: 539.000 y 4,6%
Lunes 26: 655.000 y 5,4%
Martes 27: 633.000 y 5,2%
Miércoles 28: 551.000 y 4,6%
Jueves 29: 713.000 y 6%
Viernes 30: 751.000 y 6,2%(Máximo espectadores)
JUNIO
Lunes 2: 725.000 y 5,7%
Martes 3: 640.000 y 5,3%
Miércoles 4: 630.000 y 5,1%
Jueves 5: 642.000 y 5,3%
Viernes 6: 456.000 y 3,9% (Mínimo espectadores y porcentaje de audiencia) Cambio de horario, 15:50
Lunes 9: 518.000 y 4,1%
Martes 10: No hay programa
Miércoles 11: 491.000 y 4,1%
Jueves 12: 491.000 y 4,2%
Viernes 13: 564.000 y 4,8%
Lunes 16: 656.000 y 5,3%
Martes 17: 543.000 y 4,7%
Miércoles 18: 531.000 y 4,6%
Jueves 19: 484.000 y 4,3%
Viernes 20: 576.000 y 4,9%